# Майлінда Брегу
Майлінда Брегу (алб. Majlinda Bregu; нар. 19 травня 1974, Тирана) — албанська політик, розробниця гендерної політики, міністерка європейської інтеграції з 2007 по 2013.
У 1996 році закінчила факультет соціальних наук Тиранського університету. Починаючи з 2003 року займалася науковим вивченням проблеми домашнього насильства та практичною реалізацією політики гендерної рівності. Є авторкою робіт, присвячених сексуальності, становищу жінок в Албанії та проституції. Брегу захистила докторську дисертацію з соціології (Sociology of cultural phenomena's and normative process) у 2005 році в італійському Урбінському університеті. Навчалася за стипендією в Осло, Монреалі і Франкфурті-на-Одері.
У квітні 2004 року була обрана до складу Національної ради Демократичної партії Албанії. На виборах 2005 року Брегу отримала мандат члена парламенту. У березні 2007 року призначена прес-секретаркою уряду на чолі з Салі Берішею.
Одружена, має двох дітей. Володіє англійською, італійською і іспанською мовами.